# Proyecto Gol del Tizatillo
El Proyecto Gol del Tizatillo es una instalación deportiva ubicada en la aldea El Tizatillo, a 10 kilómetros de Tegucigalpa. Dicha instalación sirve para las concentraciones de la Selección de fútbol de Honduras en todas sus categorías infantiles y juveniles. Se empezó a construir en noviembre de 2012 y se inauguró el 12 de junio de 2013; a dicha ceremonia asistió Jeffrey Webb, presidente de la Concacaf. Las instalaciones están diseñadas para los entrenamientos y la preparación física de los seleccionados nacionales.
En cuanto a infraestructura, la instalación cuenta con un hotel de dos plantas que consta de treinta habitaciones, un gimnasio y una cancha de césped artificial con dimensiones de 107x65 metros. Para la construcción de la obra se contó con el apoyo de la Federación Internacional de Fútbol Asociado (FIFA) y de la Federación Nacional Autónoma de Fútbol de Honduras (FENAFUTH), así como del Congreso Nacional de Honduras. cabe recalcar que este proyecto se encuentra en total abandonó y que a fecha de hoy 20/11/19 Se piensa vender los terrenos para recuperar un poco la inversión hecha en dicho proyecto.